# شيغيو ناكاجاوا
شيغيو ناكاجاوا (باليابانية: 中川重雄) هو سباح ياباني، ((و. 1910  م)).

## وصلات خارجية
- شيغيو ناكاجاوا على موقع الاتحاد الدولي للسباحة (الإنجليزية)
- شيغيو ناكاجاوا على موقع أوليمبيديا (الإنجليزية)